# Habitatge a la travessia del Mur, 44 (Tortosa)
L'Habitatge a la travessia del Mur, 44 és una obra del municipi de Tortosa (Baix Ebre) inclosa en l'Inventari del Patrimoni Arquitectònic de Catalunya.

## Descripció
És, juntament amb la sinagoga, l'única construcció no feta modernament de la Travessia Mur.
Es compon de dos cossos de planta i un pis separats per una mena de terrassa estreta oberta sobre el sector central de la planta que mira al carrer, amb una balustrada classicitzant de pedra. Al Oest s'afegeix un tercer cos d'una planta, a manera de pati descobert. Els cossos principals tenen una porta cadascun, el de la dreta més petita per accedir al pis, i el de l'esquerra la porta del carro, amb les roderes al llindar. Al pis s'obren un balcó de pedra i una finestra a cada sector. El voladís és de lloses fent ziga-zaga. Tot el mur té un arrebossat homogeni en forma de carreus simulats, que es converteixen en dovelles en els arcs de les portes, escarsers de maó estructural.
El cel ras de guix i canyís que hi ha com a sostre del primer pis per dissimular la teulada es troba molt deteriorat.

## Història
Ocupa part del que fins a les darreries del segle xix havia estat pany de la muralla medieval del segle xiv. Probablement es construí poc després de l'enderroc de la muralla, però ja al segle xx.